# Пфейліцер-Франк Отто Германович
Барон Отто Вільгельм Германович фон Пфейліцер-Франк (нім. Otto Wilhelm Hermann von Pfeilitzer genannt Franck; 29 лютого 1788, Кулдіга — 9 березня 1844, Таганрог) — шостий таганрозький градоначальник.

## Біографія
Отто Вільгельм Германович фон Пфейліцер-Франк народився в 1788 році (хрещений 29 лютого 1788) в родині Германа Казимира з баронського роду Пфейліцеров-Франків, виходець з Франконії. Одним з видних представників цього роду був Евальд фон Пфейліцер-Франк, курляндский канцлер в 1677 році.
В 1795 році Отто Франк був відправлений вчитися в Імператорський Сухопутний Шляхетський кадетський корпус. У жовтні 1806 р. Отто Франк, в званні прапорщика, отримав направлення в 8-й Єгерський полк. Так як старший брат Фрідріх служив в Охтирському гусарському полку Отто вже в грудні 1806 року домігся свого переводу і став корнетом цього полку.

### Військова кар'єра
У січні 1807 р. Охтирський полк, перебуваючи в авангарді військ корпусу генерала Ессена П. К., робив розвідку боєм до берегів річок Західного Бугу і Нарева. У травневих сутичках при Гуттштадте і Пултуськ Отто Франк відзначився і за «… відмінності під ворожими пострілами надані» його нагородили орденом Св. Анни 3-го ступеня.
В 1809 р. Отто Франк, вже підпоручиком, разом з полком брав участь у поході російського експедиційного корпусу в Галичину.
На початку Вітчизняної війни в 1812 році в Охтирському полку служило вже троє з п'яти братів фон Пфейліцер-Франк. Старший брат, Фрідріх Отто Карл, він же Федір Єрмолайович, за документами значився як поручик Франк 1-й, Отто — поручик Франк 2-й, третій брат (відомі тільки його ініціали У. Г.) в званні корнета — Франк 3-й .
28 червня 1812 року біля містечка Мир, розташованого в Мінській губернії на річці Мирянки, в кавалерійському бою, який тривав близько шести годин проти польської кавалерії полки донської бригади генерал-майора Д. Ю. Кутейникова вирішили результат бою. М. Платов в двох своїх рапортах князю Багратіону особливо хвалив Охтирський полк, який «ударив в обличчя ворога і в усі часи дивно хоробро бився …». Отаман представив до нагород більше 20 офіцерів. Подяка в Найвищому наказі отримали поручик Франк 2-й і корнет Франк 3-й, а поручик Франк 1-й був нагороджений Орденом Св. Анни 3-го ступеня.
У бою у Шевардинському редуті, який історики назвуть «кавалеристським», Російська піхота билася за сам редут, а кавалерія — за поле перед ним. В рядах Одеського піхотного полку під Шевардино бився ще один брат Пфейліцер-Франків Єгор Єрмолайович — Франк 5-й. У цьому бою він був поранений кулею в праву ногу, і за відмінності нагороджений орденом Св. Анни 3-го ступеня.
Під час Бородінської битви, в одній з лютих кавалеристських атак Отто Франк отримав поранення. За героїзм, проявлений в бою, Франк 2-й був нагороджений орденом Св. Володимира 4-го ступеня.
Брав участь у закордонному поході російської армії: в битвах під Брієнном і при Ла-Ротьера. 14 серпня 1813 року біля річки Кацбах, розташованої в Сілезії, відбулася битва між союзними військами під командуванням німецького генерала Блюхера і французьким корпусом під командуванням маршала Макдональда. Результат бою вирішила атака нашої кавалерії, в якій брали участь полки 2-ї гусарської дивізії, до якої входив Охтирський полк. За бій при річці Кацбах, полку були подаровані знаки на ківери з написом: «За відзнаку 14 серпня 1813 року». Відзначився і Отто фон Франк.
У жовтні Отто бере участь у знаменитій «Битві народів» під Лейпцигом.
У вересні 1815 року, вже будучи штабс-ротмістром, Отто фон Франк був призначений старшим ад'ютантом окремого корпусу, що стояв у Франції під керівництвом графа М. С. Воронцова.
У 1816 році в Охтирському гусарському полку служать вже всі п'ять братів Пфейліцер-Франк. При протекції старших братів наймолодший, Єгор Єрмолайович, перевівся до них з Одеського піхотного полку. У серпні того ж року Отто Франк, бажаючи просунутися по службі, перейшов в Тверський драгунський полк. Прослуживши в ньому більше року, в грудні 1817 року Франк переходить в лейб-гвардії Драгунський полк.

### Громадянська кар'єра
Після присвоєння звання підполковника, Отто фон Франк пішов у тривалу відпустку через хворобу. 21 липня 1822 року він знову визначений ад'ютантом до Воронцова, з переводом в званні ротмістра в лейб-гвардії Уланський полк. 14 липня 1823 року Отто Романовичу Франку присвоїли полковника і призначили ад'ютантом до Новоросійського генерал-губернатора Воронцова.
В кінці 1826 року Франк одружився з Наталією Миколаївною Ергольскою, далекою родичкою Воронцова. Втім, шлюб цей викликав незадоволення його покровителя.
Лише в 1829-1831 рр., проявивши себе в боротьбі з чумою і холерою, Отто Франк повернув до себе розташування графа Воронцова. 3 лютого 1829 р. йому був наданий чин дійсного статського радника. Барон ставав чиновником особливих доручень при генерал-губернаторові. За діяльну боротьбу з чумою і холерою на півдні був нагороджений орденом св. Станіслава 1 ступеня.
Воронцову припала до душі ініціативність Франка, проявлена в боротьбі з чумою і холерою і 12 серпня 1831 року граф призначив його Катеринославським цивільним губернатором.
4 червня 1832 року Отто Романович барон Пфейліцер-Франк був «визначений Таганрозьким, Ростовським, Нахічеванським і Маріупольським градоначальником, головним попечителем купецького судноплавства в Азовському морі і начальником Таганрозького митного округу».
У червні 1833 року в Таганрозі спалахнула третя епідемія холери, але барон Франк, маючи великий досвід по організації протихолерних заходів, вже до серпня впорався з нею. У 1834 році, за вміле управління градоначальством в непростих умовах, Отто Романович отримує найвищу свою нагороду — орден св. Анни 1-го ступеня.
В 1833 році за розпорядженням градоначальника Франка був облаштований Банний узвіз (нині Дуровський). У наступному, 1834 році, на місці фортечного рову з'явився Воронцовський спуск (нині Комсомольський), що веде до набережної Таганрозького морського торговельного порту. В 1836  році каменем вимостили Миколаївський узвіз (нині Флагманський).
З його подачі в 1834 році був затверджений черговий генеральний план забудови Таганрога, в якому передбачалася променева система вулиць, які розходилися від колишньої фортеці. Згідно з цим планом, Олександрівська вулиця (нині Чехова) повинна стати центральною віссю міста, а головною площею — Олександрівська (нині Червона) площа. Вся територія міста ділилася на три частини: Петровську, Катерининську, Олександрівську.
З 1833 по 1840 рр. проводилася реконструкція кам'яних сходів до моря. Саме тоді, в 1833 році, на верхньому майданчику було встановлено перший на Півдні Росії сонячний годинник.
У серпні 1832 року, який тільки-но прибувши в місто, Отто Франк дозволив будівництво храму Святителя Митрофана на Олександрівській площі, а в 1837 році завершилося багаторічне будівництво церкви Всіх Святих, розташованої на міському цвинтар в Таганрозі.
Барон Франк, ставши першим почесним попечителем Гімназія № 2 ім. А. П. Чехова, сприяв тому, що в 1839 році почалася споруда нового будинку, яка будувалася за проектом архітектора Боффо Ф. К..
У 1835 році під головуванням Франка в Таганрозі відкрився статистичний комітет. У тому ж році місто прийняло перший пароплав «Петро Великий», а з 1842 року почалися регулярні пасажирські перевезення на Азовському морі. Першими пасажирськими пароплавами, курсували між Таганрогом і Ростовом, були «Донець» і «Ростов», а між Таганрогом і Керчю «Мітрідат».
Проживши кілька років в казенному домі градоначальника, наданому містом (нині вул. Грецька, 55) Отто Романович в 1839 році побудував власний будинок на розі вулиці Грецької та провулку Палацового (нині Грецька, 38), навпроти Палацу Олександра I. А в районі балки «Велика Черепаха» Франк побудував заміський маєток, біля якого згодом виникло селище, і вся ця місцевість отримала назву «Франківка» (пізніше — «Бароновка»).
Через інтриги проти його покровителя М. С. Воронцова в березні 1843 в Таганрог прибули ревізори з Санкт-Петербурга, яку очолить сенатор, таємний радник Жемчужников, з яким барон Франк разом навчався в 1-м кадетському корпусі. До складу комісії увійшли син сенатора Олексій і його майбутній зять Віктор Арцимовіч.
У рапорті Миколі I, характеризуючи діяльність барона Франка на посаді Таганрозького градоначальника, Жемчужников писав: "З часу припинення безпосереднього зносини Таганрозького градоначальника з міністерствами стала відставати дбайливість місцевого начальства до Азовської торгівлі, і з того ж часу втрачено увагу до якостей осіб, яким вверялось управління Таганрозьким градоначальство, що особливо доводиться довготривалої терпимістю в званні Таганрозького градоначальника Дійсного статського радника барона Франка ". і "керуючи 20 років Таганрозьким градоначальством, барон Франк не тільки не сприяв посиленню торгівлі, але, навпаки, через сприянню загального безладу в Управлінні Таганрозьким градоначальством послабив торгівлю. І все вжиті стосовно неї міри відбулися без участі начальницького над найголовнішим на Азовському морі портом Таганрозького градоначальника … ".
Барон Франк отримав зауваження від ревізорів за своє неуважне ставлення до офіційних друкованих видань Сенату. Віктор Арцимовіч повідав письменнику В. Ф. Одоєвському наступне: «Таганрозький Градоначальник Франк знайшов, що виписувати» Сенатські Ведомости «марна витрата, що досить його приписів, і просто-напросто заборонив їх виписувати в присутні місця». Арцимовіч скаржився на те, що в будівельному комітеті «… він не тільки не міг дістати ні нумера» сенатських Ведомостей «, так щільно вони були заборонені», але навіть був відсутній Збір Законів Російської Імперії і його довелося "… виписувати з іншої губернії і послати за ним підводу ".
В результаті всього цього 20 жовтня 1843 року Отто Романович Франк отримав відставку і, здавши справи Керуючому Таганрозькою портовою митницею Угрічіч-Требінському А. М., пішов на спочинок.
Російський біографічний словник Половцова (1896—1918) пише: «Вийшовши у відставку, барон Франк помер у наступному, 1844 році». Похований на старому кладовищі в Одесі в 1844 році

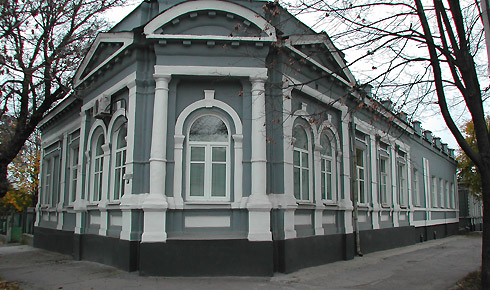
Будинок барона фон Пфейліцер-Франка в центрі Таганрог а.

## Нагороди
- Орден Святого Станіслава 3-й ст. (1807)
- Орден Святого Володимира 4-й ст. (1812)
- Орден Святої Анни 2-й ст. (1828)
- Орден Святого Станіслава 1-й ст. (1830).